# Yuria
Yuria is een geslacht van hooiwagens uit de superfamilie Travunioidea. Het was oorspronkelijk in de familie Travuniidae, maar verhuisde naar een niet -geplaatste positie in de superfamilie, door  Derkarabetian et al. 2018: 12. De wetenschappelijke naam Yuria is voor het eerst geldig gepubliceerd door Suzuki in 1964. 

## Soorten
Yuria is monotypisch en omvat slechts de volgende soort:
- Yuria pulcra